# アダマンド並木精密宝石
アダマンド並木精密宝石株式会社（アダマンドなみきせいみつほうせき、英文社名: Adamant Namiki Precision Jewel Co., Ltd.）は、東京都足立区新田に本社を置く、精密機器部品メーカーである。

## 概要
1939年に、並木精密宝石が創業。創業当時の製品は、電気メーターの軸受宝石だった。1960年代に時計用の軸受宝石を製造販売開始した時に、当時の商習慣であった系列制度のため、（販売先の棲み分けのため）1957年に並木精密宝石からアダマンド商事が分離独立。その後、並木精密宝石は、工業用宝石部品、DCコアレスモーター、医療機器を中心に事業を展開。一方アダマンド商事（1959年にアダマンド工業株式会社、2014年にアダマンド株式会社に商号変更）は、光通信部品を中心に事業展開を行ったが、2017年に、工業用宝石屋としてのお互いのスペシャリティを統合によって更に伸ばしていくという考えのもと、合併の合意・承認がなされ、2018年1月1日に、並木精密宝石を存続会社として、“アダマンド並木精密宝石株式会社”が誕生した。2023年（令和5年）1月1日に、アダマンド並木精密宝石株式会社とアキタ・アダマンドが統合し、Orbray株式会社へ社名を変更した。

## 沿革
2018年1月1日付の経営統合以前の沿革については「並木精密宝石」および「アダマンド」を参照
- 2018年（平成30年）1月1日 - 並木精密宝石株式会社がアダマンド株式会社を吸収合併。商号をアダマンド並木精密宝石株式会社へと変更
- 2023年（令和5年）1月1日 - アダマンド並木精密宝石株式会社とアキタ・アダマンドが統合し、Orbray株式会社へ社名を変更

## 主要事業

### 工業用宝石部品
ダイヤモンド、サファイア、ルビー、セラミックスなどの工業用宝石を、素材から加工、研磨までの一貫生産し、計測器などの軸受け宝石、サファイア基板、時計外装部品、半導体ボンディング用キャピラリー、ノズル、LTCC（低温同時焼成セラミックス）等の工業用宝石部品を提供。
サファイア製品は、結晶育成に生産性の高いEFG法を採用。セラミックス部品は、射出成形、粉末プレス成形、CIP成形など各種成形技術に精密加工を加えることで、多種多様な製品の提供。2021年、直径2インチ ダイヤモンドウェハの量産技術開発に成功。

### 光通信部品
フェルール、スリーブ、コネクターなどを中心に、光通信用部品の提供。
フェルールは、光ファイバ同士を接続するための部品で、数マイクロメートルの光ファイバコア同士をいつでも確実に接続するために要求される精度は1マイクロメートル以下となり、高い精密加工技術が必要となる。
この精密加工技術に高精度な組立技術を加え、光デバイスの部品となるレセプタクルやピグテール、MEMS（Micro electro mechanical systems）技術を使った光スイッチや光可変減衰器などの光デバイスも提供。

### DCコアレスモーター
1973年、世界最小コアレスモーターを開発して以来、一貫して小型DCコアレスモーターを製造。超精密加工技術をベースに、コアパーツを進化させ、より最適な磁気回路による高効率モーターの実現。2009年、世界最小径となる直径0.6mmのDCブラシレスの開発に成功。無通電ロックシステムモーターや「ロボット関節用サーボモーター」「多指ロボットハンド」「石英パイプ基準式内周面3D精密測定機」「マイクロメカニズム」などのモーターユニット製品も製造、販売。

### 医療機器
1987年にOEMによる、コンピュータ制御の輸液ポンプの生産を開始以来、医療機器製品の開発・製造・サービスまでを一貫受託する業態を構築し、提供。

## 拠点・グループ会社

### 国内
- 青森工場（青森県黒石市）
- 秋田工場（秋田県湯沢市）
- 株式会社アキタ・アダマンド（秋田県横手市 柳田工業団地内）

### 海外
- Adamant America, Inc. (米国・ニュージャージー州)
- Namiki Precision of California, Inc. (米国・カリフォルニア州)
- Namiki Precision Singapore Pte. Ltd. (シンガポール)
- Namiki Precision (Thailand) Co., Ltd. (タイ・チェンマイ)